# Merlo (partido)
Merlo (Partido de Merlo) is een gemeente (partido) in de Argentijnse provincie Buenos Aires. Bij de volkstelling van 2022 had Merlo 582.486  inwoners. De gemeente is onderdeel van de agglomeratie  Gran Buenos Aires.

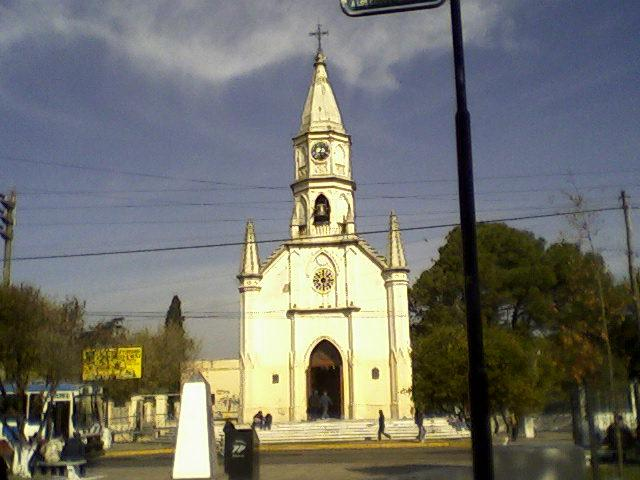
Iglesia Nuestra Señora de la Merced, katholieke kerk gewijd aan Onze Lieve Vrouw van Barmhartigheid

## Plaatsen in partido Merlo
- Libertad
- Mariano Acosta
- Merlo
- Parque San Martín
- Pontevedra
- San Antonio de Padua